# Microdon nigrispinosus
Microdon nigrispinosus är en tvåvingeart som beskrevs av Shannon 1927. Microdon nigrispinosus ingår i släktet myrblomflugor, och familjen blomflugor. Inga underarter finns listade i Catalogue of Life.